# ستيفن لوس
ستيفن لوس (بالإنجليزية: Stephen Bleecker Luce)‏ هو ضابط أمريكي، ولد في 25 مارس 1827 في ألباني في الولايات المتحدة، وتوفي في 28 يوليو 1917 في نيوبورت في الولايات المتحدة.

## وصلات خارجية
- ستيفن لوس على موقع الموسوعة البريطانية (الإنجليزية)